# كوريوسا
كوريوسا هو فيلم سيرة ذاتية فرنسي من إخراج لو جونيت وبطولة نيومي ميرلانت، نيلز شنايدر، بنيامين لافيرني وداميان بونارد، صدر الفيلم في 3 أبريل 2019.

## روابط خارجية
- كوريوسا على موقع IMDb (الإنجليزية)
- كوريوسا على موقع روتن توميتوز (الإنجليزية)
- كوريوسا على موقع ألو سيني (الفرنسية)
- كوريوسا على موقع قاعدة بيانات الفيلم (الإنجليزية)
- كوريوسا على موقع ليتربوكسد (الإنجليزية)